# 張況
張況（?—?），趙國襄國县（今河北省邢台市）人，东汉政治人物。
張况的族姊为是钜鹿（今河北省巨鹿县）都尉刘回夫人，多次往来南顿，见到刘回的孙子刘秀。刘秀为大司马，经过邯郸，張况为郡吏，拜见刘秀。刘秀大喜，说：“现在我得到舅爷爷了！”和他一起向北，到高邑，刘秀以他为元氏令。張況转任涿郡太守。時年八十岁，不任兵馬，上疏请求退休，即位为汉光武帝的刘秀下詔允許。後下詔問起居，張況子張歆回答：「如故。」刘秀说：「家人居不足贍，且以一縣自養。」再以張況為常山關長。赤眉军攻打关城，张況出戰戰死。刘秀非常哀痛。张歆，开始以报仇逃亡，后历任淮阳相、汲令。张歆子張禹。